# 新家氏
新家氏（あらやし、しんけし、しんやし、にいのみし、にいやし）は日本の氏族のひとつ。関連する姓として新谷、新野、新屋、荒屋など。

## 古代豪族 新家氏(にいのみし)

### 新家首（にいのびのおびと）
物部氏の分流。新家は新たに設ける屯倉の意味。汙麻斯鬼足尼命（うましきのすくねのみこと）の末裔という。

### 新家公（にいのみのきみ）
伊賀国の新家屯倉の首たりし一族。貞観10年（868年）9月、伊賀国の節婦 新家福刀自が位階の昇叙を受ける旨、記録があるという。

### 新家連（にいのみのむらじ）
新家連は冒頭の新家首の末裔で新家首の宗家。宣化天皇の代に、物部麁鹿火をして新家連に、新家屯倉の穀を運ばせる旨の記録がある。

### 丹比新家連
河内国の大族であるという。前節同様、皇室の新家屯倉を預かる一族であるという。新家を作るにより、新家に二字を加えて、丹比新家連とするという。

### 新家忌寸
渡来系の坂上氏の一族。

### 新家宿禰
伊勢国の新家連の流れで宿禰姓を賜った家系。度会郡の領家であるといい、延久年間（1069年～1073年）の光明寺所蔵古券に検非違使新家宿禰成弘の名を載せる。

### 伊勢無戸の新家氏
新家連、新家宿禰の末裔。の『大神宮諸雑事記』の長和2年（1013年）の条に渡会郡大領新家望の名が見え 永承3年（1048年）の条に検非違使新家範経、康平2年（1059年）の条に渡会郡権大領新家惟長の名が見え、『光明寺文書』に以下の系譜が見える。
```
系譜 新家眞房―成房―成経―成弘―成俊―成信
```

また、同文書では永久4年（1116年）10月に検非違使新家重房、建久3年（1192年）正月に検非違使新家眞用、承久3年（1221年）2月の条に総官検非違使新家眞景の名が確認される。
正嘉元年(1241年)9月には新家康盛、元徳2年(1330年)8月の条に定興、延元3年(1338年)8月の条には信政らの名が見える。

## 藤原姓新家氏
藤原姓の新家に二流あり。いずれも読み方が異なる。

### 新家氏(しんけし)
江戸幕臣に新家氏あり。家紋は披扇の左右台扇、左三巴。『寛政系譜』に以下の系図を収録する。
```
系譜 新家吉左衛門知定―権左衛門親良―吉左衛門知明
```

### 新家氏(にいのみし)
紀州藩士に新家氏(にいのみし)あり。本姓は藤原。家紋は丸に井桁。
```
系譜 新家與五左衛門―與五左衛門正孝―與五左衛門孝之
```

## 宇多源氏佐々木氏族 新家氏(あらやし)
宇多天皇を祖とする宇多源氏の流れを汲む近江源氏 佐々木氏の系統に新家氏あり。
『佐々木氏系図』に以下の系譜を載せる。
```
系譜 井上三郎大夫行実―井五郎行方―新屋源太行景―五郎景頼―八郎景綱
```

## 有道姓児玉党 新家氏（あらやし）
本姓を有道氏とする児玉氏の党に新家氏あり。上野国甘楽郡新屋郷より起こる。
```
系譜 秩父平太行重―行村―行氏―重氏
```

## 清和源氏 新家氏
清和天皇第六皇子 貞純親王の王子 経基王を祖とする清和源氏で、二代 満仲の長男 頼光の末裔に新家氏ありという。

## 三河国の新家氏
三河国幡豆郡の名族。西尾伊文天王神社に新家筑後守千足ありという。。

## 甲斐国の新家氏
甲斐国巨摩郡極楽寺邑に新屋将監ありという。

## 常陸国の新家氏
常陸国の水戸藩京都留守居役 安島七郎左衛門信可の次男 新家六郎資敬の養子となり、新家彦次郎信令と名乗るという。この彦次郎は水戸藩家老 戸田忠太夫、安島帯刀兄弟の叔父にあたる。
また、新選組局長も務めた新見錦は、水戸藩の浪人 新家粂太郎と同一人物ではないかとの説もある。